# Chinezul Timișoara
Chinezul Timișoara war ein rumänischer Fußballverein aus Timișoara. Der Verein wurde 1910 als Temesvári Kinizsi Sport Egyesület gegründet. Nachdem nach dem Ersten Weltkrieg das ungarische Temesvár an Rumänien übertragen wurde, erhielt der Verein den Namen Chinezul Timișoara. Er wurde danach sechsmal in Folge rumänischer Fußballmeister.

## Geschichte
Chinezul Timișoara wurde im Jahr 1910 von Eisenbahnern in Timișoara gegründet. Der Verein war nach dem ungarischen Feldherrn Pál Kinizsi (auf Rumänisch Pavel Chinezul) benannt. Nach dem Ersten Weltkrieg wurde Chinezul sechs Mal in Folge (1922 bis 1927) rumänischer Fußballmeister – ein Rekord, der erst 1998 von Steaua Bukarest eingestellt worden ist. Nach der letzten Meisterschaft geriet Chinezul in finanzielle Schwierigkeiten und eine Führungskrise. Daraufhin zog sich der Präsident Cornel Lazăr zurück und gründete den Berufsspielerverein Ripensia Timișoara. Chinezul konnte nicht mehr an die früheren Erfolge anknüpfen, spielte aber von 1933 bis 1939 noch in der Divizia A.
Im August 1936 fusionierte Chinezul mit ILSA Timișoara. Nach dem Zweiten Weltkrieg trat der Verein CAM Timișoara bei.

## Spieler (Auswahl)
- Rudolf Bürger
- Balázs Hoksary
- István Klimek
- Iosif Petschovski
- Adalbert Steiner
- Mihai Tänzer
- Rudolf Wetzer